# Florencio Montojo
Florencio Montojo y Trillo (Ferrol, La Coruña, 1824 - Madrid, 1896) fue un militar, marino y político español.

## Vida
Fue el tercer hijo de José Montojo y Albizu y Teresa Trillo. Se casó con Matilde Alonso, con quien tuvo cuatro hijos. 
Ingresó en la Armada y en el año de 1843 fue ascendido a guardiamarina de primera clase, asistiendo en este empleo a los bloqueos de Alicante, isla de Tabarca y Cartagena. 
Después de haber realizado varios viajes a América, ascendió a Teniente de Navío, en 1849. 
En 1859, ya como Capitán de Fragata, se le dio el mando de la Consuelo, poniéndose a la disposición del embajador de España en Roma; poco después se le nombró jefe de una división de guardacostas en el océano Atlántico y algún tiempo después se le nombró capitán de la división de guardacostas de San Juan de Puerto Rico. 
En 1869 al ser ascendido a Capitán de Navío de primera clase, se le dio el mando de la Fragata blindada Tetuán. En 1870, se le dio el mando de la fragata de hélice de primera clase Villa de Madrid, que era el buque insignia de la escuadra del Mediterráneo
Fue nombrado comandante general del departamento de Cádiz y después y sucesivamente de los Arsenales de la Carraca, La Habana y Ferrol. Pasó también por la comandancia general del apostadero de La Habana y de la escuadra de las Antillas. 
Fue nombrado presidente de la Junta para la redacción de las bases del cuerpo de subalternos de la Armada y era así mismo vocal de la Junta Consultiva de la Armada. 
En el año de 1879, ascendió a contralmirante. En 1886 se le nombró capitán general del departamento de Cádiz y en 1891 donde participó en la evaluación del submarino Peral. Fue elegido senador por la provincia de Cáceres y ministro de Marina, año que también ascendió a Vicealmirante. Al dejar el ministerio se le destinó a la capitanía general del departamento de Cádiz. 
Falleció poco después, en 1896, en Madrid.